# Јамато (град)
Јамато (јап. 大和市) град је у Јапану у префектури Канагава. Према попису становништва из 2005. у граду је живело 224.015 становника.

## Становништво
Према подацима са пописа, у граду је 2005. године живело 224.015 становника.
| 1995.   | 2000.   | 2005.   |
| ------- | ------- | ------- |
| 203.933 | 221.218 | 224.015 |

## Градови побратими
- Minami-Uonuma, Niigata, Japan
- Taiwa, Miyagi, Japan
- Kōshū, Yamanashi, Japan